# Fenibut

Phenibut (kyselina 4-amino-3-fenylmáselná)

Kyselina β-fenyl-y-aminomáselná (známá také jako Fenibut, Phenybut, Noofen, Citrocard a běžně jako Phenibut) je méně známá depresivní látka třídy gabapentinoidů. Phenibut působí jako agonista receptoru pro GABA, hlavní inhibitory neurotransmiteru v mozku. Chemicky souvisí s baklofenem, pregabalinem a gabapentinem.
Phenibut byl vyvinut v Sovětském svazu v šedesátých letech minulého století, kdy byl používán jako farmaceutický lék k léčbě nejrůznějších stavů, včetně posttraumatické stresové poruchy, úzkosti, deprese, astenie, nespavosti, alkoholismu, koktání a vestibulárních poruch a další. Ve zbytku světa není phenibut schválen pro klinické použití a místo toho se prodává jako doplněk výživy.
Subjektivní účinky zahrnují potlačení úzkosti, sedaci, svalovou relaxaci, zvýšenou motivaci a euforii. Nižší dávky (pod 1 gram) se používají jako doplněk kognitivních funkcí a životního stylu, zatímco vyšší dávky se používají pro rekreační maxima, o nichž se uvádí, že jsou subjektivně podobné GHB, alkoholu a některým benzodiazepinům.
V České republice nelegální, zahraničními obchodníky běžně prodáván jako nootropikum. Obecně se udává, že fenibut má anxiolytické účinky jak u zvířat, tak u lidí. Vzhledem k jeho návykovým vlastnostem se při používání této látky důrazně doporučuje postupně vysazovat.

## Farmakologie
Phenibut má složitější farmakologický profil než mnoho jiných depresorů. Na rozdíl od benzodiazepinů například fenibut působí jako plný agonista receptoru GABAB, podobně jako baklofen a vysoké dávky GHB. Při vyšších dávkách ztrácí phenibut svou selektivitu vůči GABAB a získává další aktivitu jako agonista GABAA. Účinky Phenibutu na receptor GABAB jsou zodpovědné za jeho sedativní účinky.
Nedávný výzkum ukázal, že phenibut se váže na a blokuje a2δ podjednotku obsahující napěťově závislé vápníkové kanály (VDCC), podobně jako gabapentinoidy, jako je gabapentin a pregabalin. Oba enantiomery fenibutu vykazují tuto účinnost s podobnou účinností. R-enantiomer má pětkrát vyšší afinitu k napěťově řízeným vápníkovým kanálům obsahujícím podjednotku a2δ vzhledem k receptoru GABAB, zatímco S-entantiomer nemá žádnou účinnost na receptor GABAB. Analgetické účinky fenibutu u hlodavců nejsou zprostředkovány receptorem GABAB, ale blokováním napěťově řízených vápníkových kanálů obsahujících a2δ podjednotku.